# Marlborough House

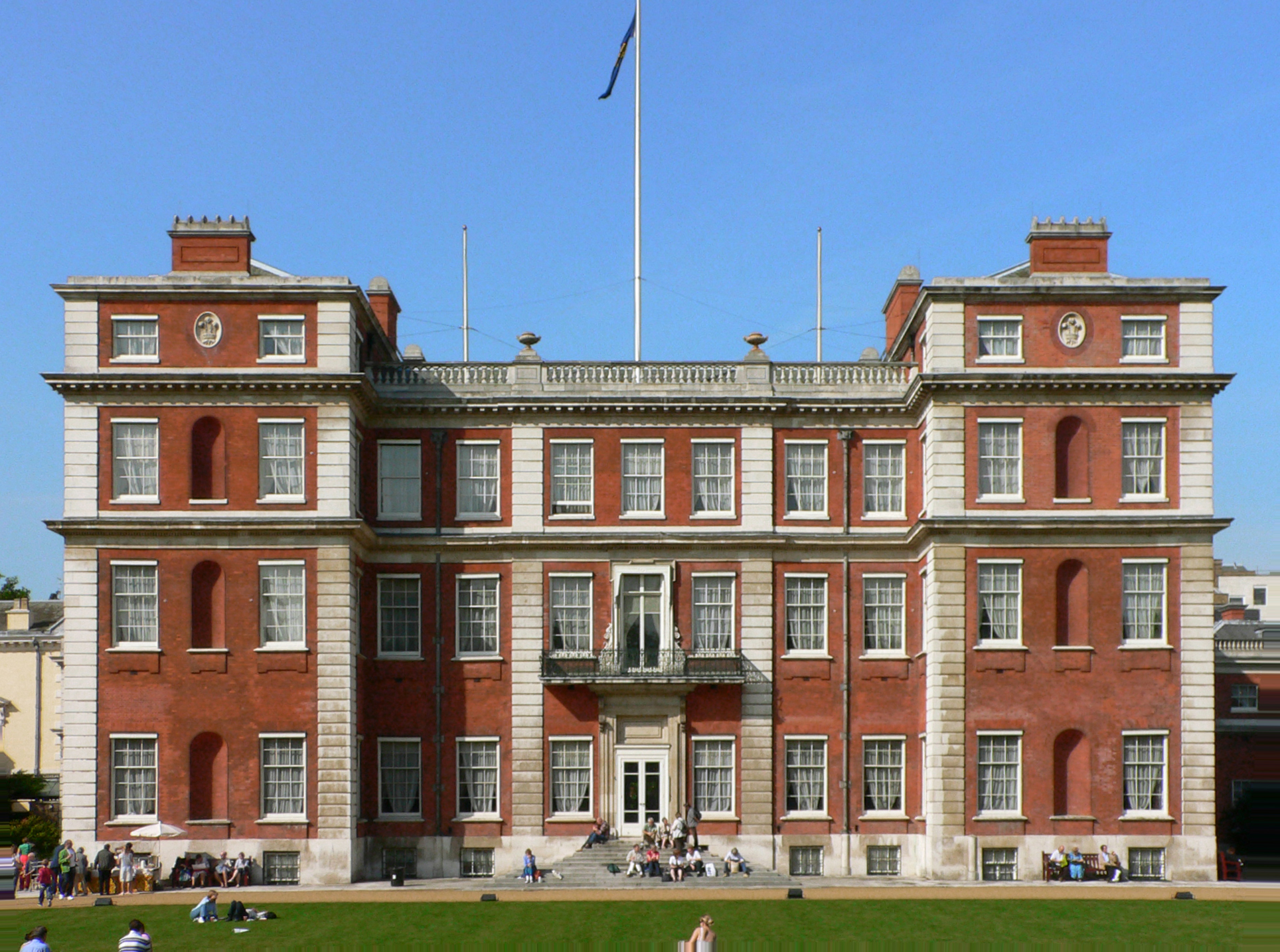
Fachada sul de Marlborough House.

Marlborough House é um palácio inglês localizado em Westminster, Londres, no Pall Mall, logo a Oeste do Palácio de St. James.

## História

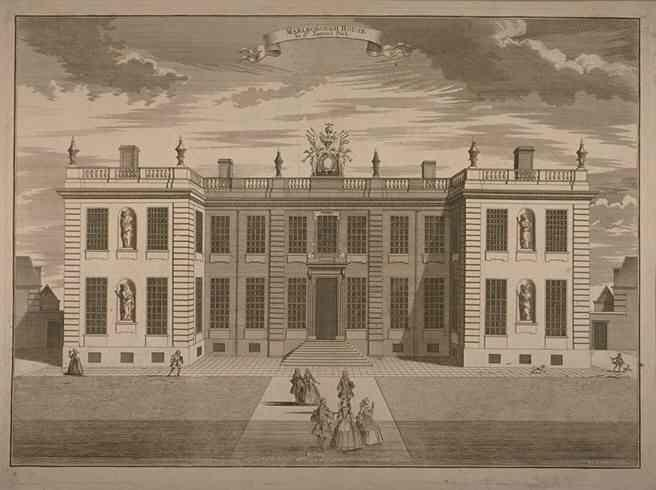
Ilustração de 1750, por John Bowles, que mostra o jardim da frente de Marlborough House.

Marlborough House foi construída para Sarah Churchill, Duquesa de Marlborough, a favorita e confidente da Rainha Ana. A Duquesa queria que sua nova residência fosse "forte, plana e conveniente". Ambos os Christopher Wren. pai e filho, projectaram um prédio de tijolos com aduelas de pedra rústica, que foi finalizado em 1711. Por aproximadamente um século, Marlborough House serviu como residência londrina dos Duques de Marlborough.
O palácio foi tomado pela Coroa em 1817. Na década de 1820 foram eleaborados planos para demolir Marlborough House e substituir o edifício por um terraço com dimensões semelhantes aos dois do Carlton House Terrace, e esta ideia chegou a ser apresentada em alguns mapas contemporâneos, incluindoo mapa em larga escala de Londres de Christopher e John Greenwood, de 1830,  mas a proposta não foi implementada.

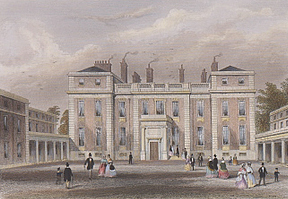
Esta vista da entrada, publicada na década de 1850, antes das ampliações de Pennethorne, mostra um piso adicional nas alas. As alas ganharam mais tarde um quarto andar principal, e a secção central recebeu um terceiro.

O palácio foi usado por membros da Família Real britânica e consideravelmente aumentado por Sir James Pennethorne (1861-1863), que adicionou para o Príncipe de Gales vários quartos na parte norte e uma varanda profunda. De 1863 a 1901, quando Eduardo se tornou Eduardo VII do Reino Unido, Marlborough foi a casa do Príncipe e da Princesa de Gales. Durante esse periodo tornou-se o centro social de Londres.
O quase cúbico salão principal contém obras de Louis Laguerre retratando a Batalha de Blenheim. A cúpula inserida no tecto está rodeada por pinturas de Orazio Gentileschi para a Queen's House, 1636. O salão é flanqueado por um par de escadarias, com outras peças de batalha por Laguerre. A maior parte dos interiores foram alterados.
Uma fonte memorial em estilo Art Nouveau-Neogótico, por Alfred Gilbert (1926-1932), na parede da casa que confina com a "Marlborough Road", comemora Alexandra, a Rainha de Eduardo VII.
Em 1936, Marlborough House tornou-se na residência londrida da Venerável Rainha Maria de Teck, viúva do Rei Jorge V. Depois da morte da Rainha Maria, em 1953, a RainhaIsabel II doou-o para uso do Secretariado da Commonwealth, o qual continua a ocupá-lo actualmente.
Marlborough House está habitualmente aberto ao público durante o "Open House Weekend" (Fim-de-Semana de Casa Aberta), em cada Setembro.